# Proryska invasionssymboler av Ukraina

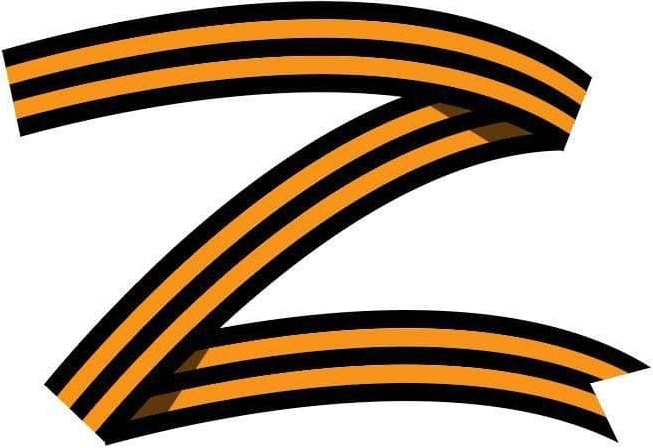
Ryska Z:at i formen av Sankt Georgsbandet.

Proryska invasionssymboler av Ukraina avser propagandasymboler som används av ryssvänliga parter för att visa stöd för Rysslands invasion av Ukraina. Den mest populära av dessa är det så kallade ryska Z:at, vilket började som ett enkelt fältmålat igenkänningsmärke på ryska fordon för att särskilja de från ukrainska fordon av liknande modell. Märket blev snabbt populärt i Ryssland efter invasionens start och förekommer även i formen av ett Sankt Georgsband vikt till ett Z.
Proryska invasionssymboler förekommer exempelvis bland annat på kläder och på affischer bland de som stöder kriget eller ger stöd till Vladimir Putin.

## Militära igenkänningsmärken

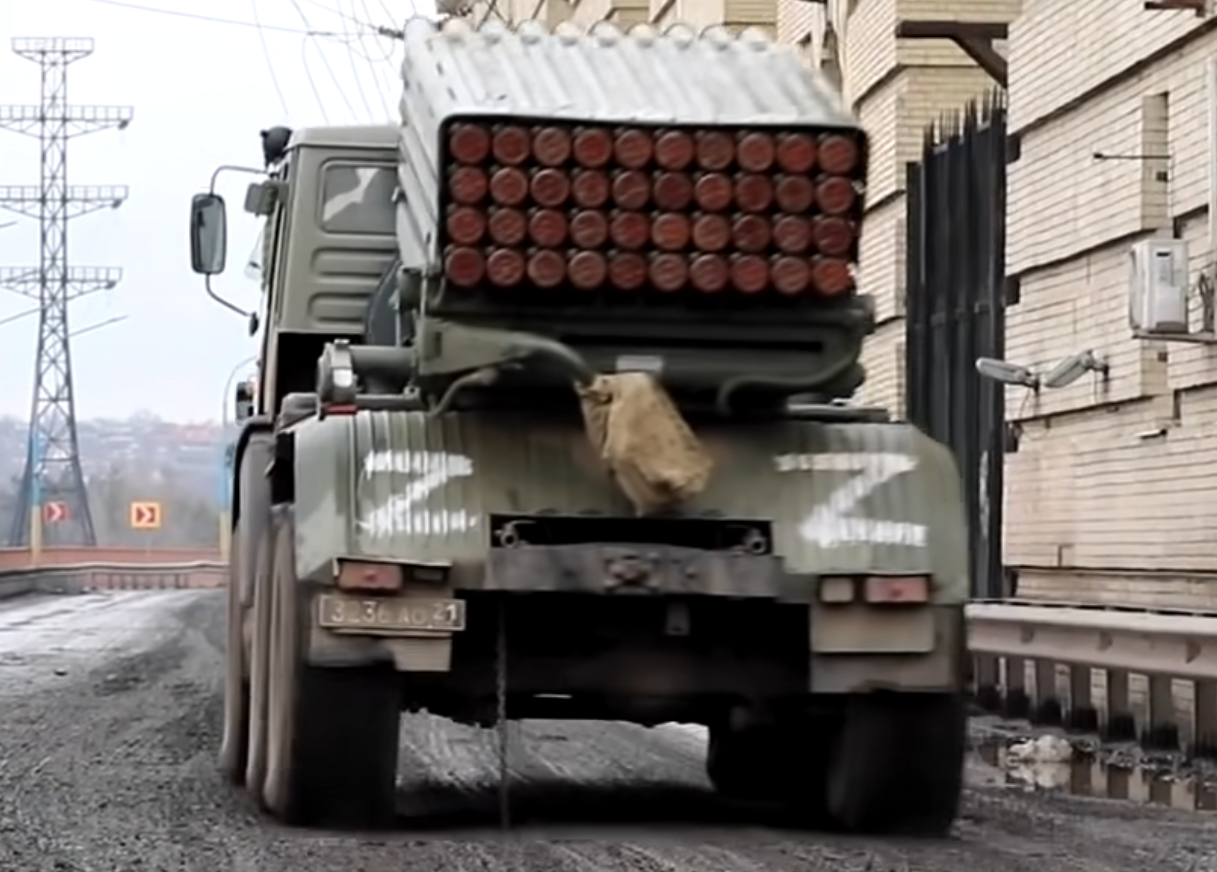
Ryskt självgående raketartilleri målad med "Z"-igenkänningsmärkning.

Som del av Rysslands invasion av Ukraina började den ryska militären förse sina fordon med fältmålade igenkänningsmärken för att särskilja dessa från ukrainska fordon. Detta eftersom båda länder huvudsakligen använder exsovjetiska fordon av samma eller liknande modell. Dessa igenkänningsmärken baseras på latinska bokstäver istället för kyrilliska sådana och bestod till en början av bokstäverna Z, V och O i vit färg. De målas för hand i fält och förekommer i olika variationer, såsom med vit omliggande ruta, svart igenfyllning och andra variationer. Vad de specifikt står för har ej bekräftats men de avser troligen olika stridsgrupper eller arméer.

Enkelt Z
Enkelt O
Enkelt V
Inramat Z
Svartfyllt O
Svartfyllt Ø
Röd kvadrat

### Ryska Z:at
Det militära igenkänningsmärket "Z" för en de tre ryska invaderande militära stridsgrupperna började efter invasionsstarten att användas av civila grupper som symbol för stöd för Rysslands invasion av Ukraina. Sedermera kallat ryska Z:at  (alternativt ryska Z-symbolen) i talspråk[källa behövs], används symbolen som direkt stöd för ryska regeringens verkande, ej olikt hur svastikan (hakkorset) användes i Nazityskland (dock ej ursprungligen som formell statssymbol). Av detta har ryska Z:at fått öknamnen zwastika (svastika stavat med Z) och Ziga (av Sieg Heil).
En populärt variant av ryska Z:at har formen av ett Sankt Georgsband vikt till ett Z. Sankt Georgsbandet har en stark koppling till rysk nationalism och är döpt efter helgonet Sankt Göran, ett viktigt helgon i rysk kultur.

## Bildgalleri

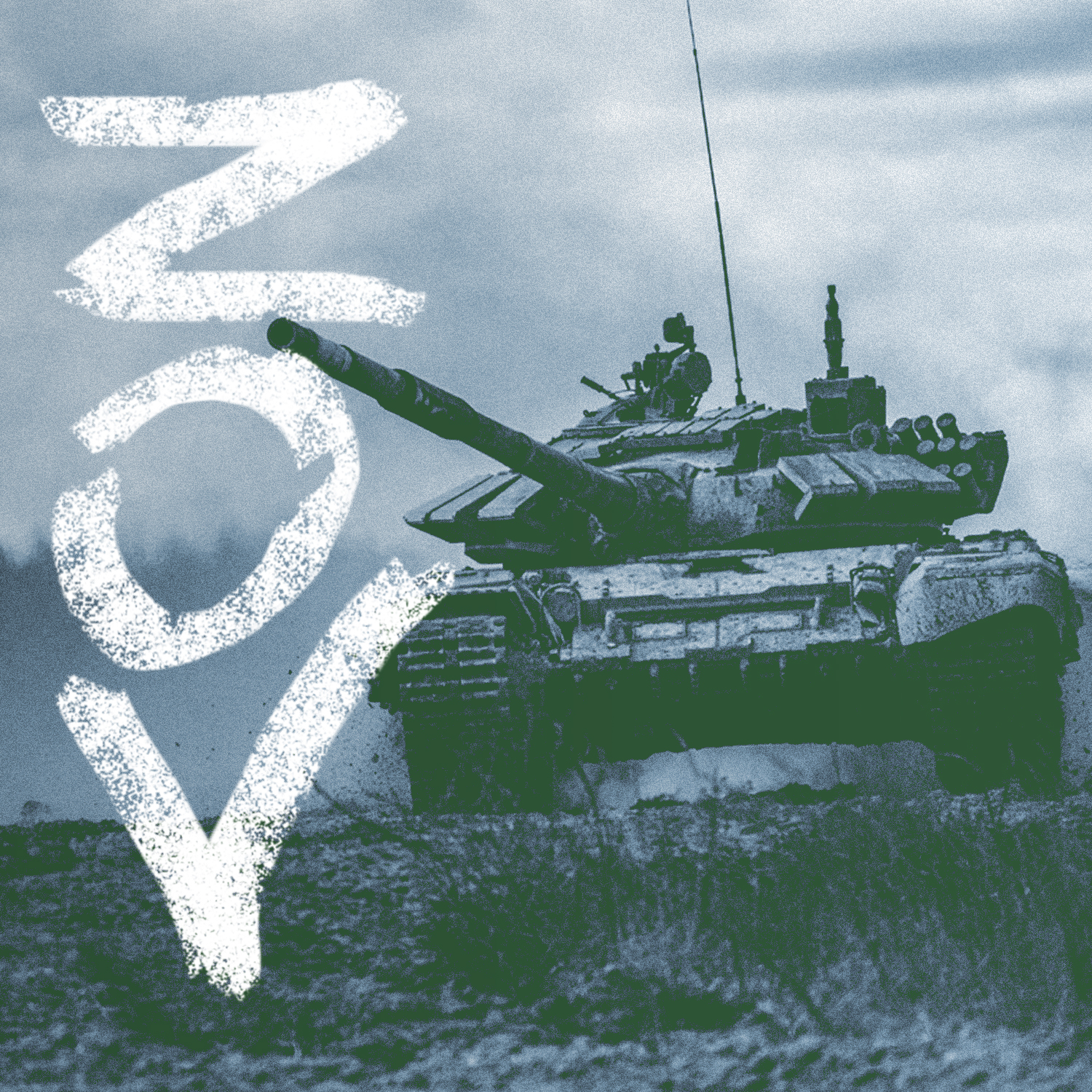
Propagandaaffisch med de militära igenkänningsmärkena "Z", "O" och "V" från Rysslands försvarsministeriums webbplats.
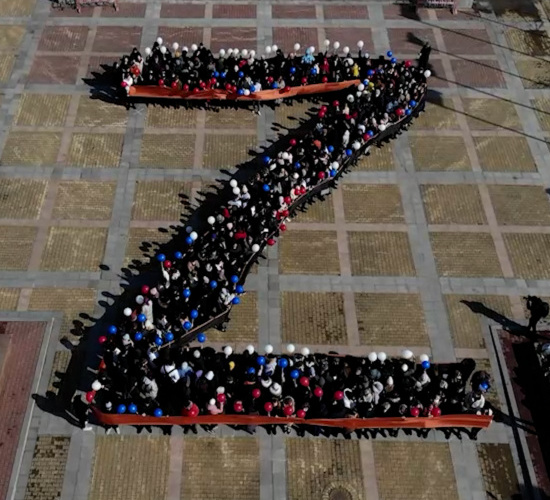
Folkmassa i Chabarovsk uppställd med ballonger i formen av krigssymbolen "Z".
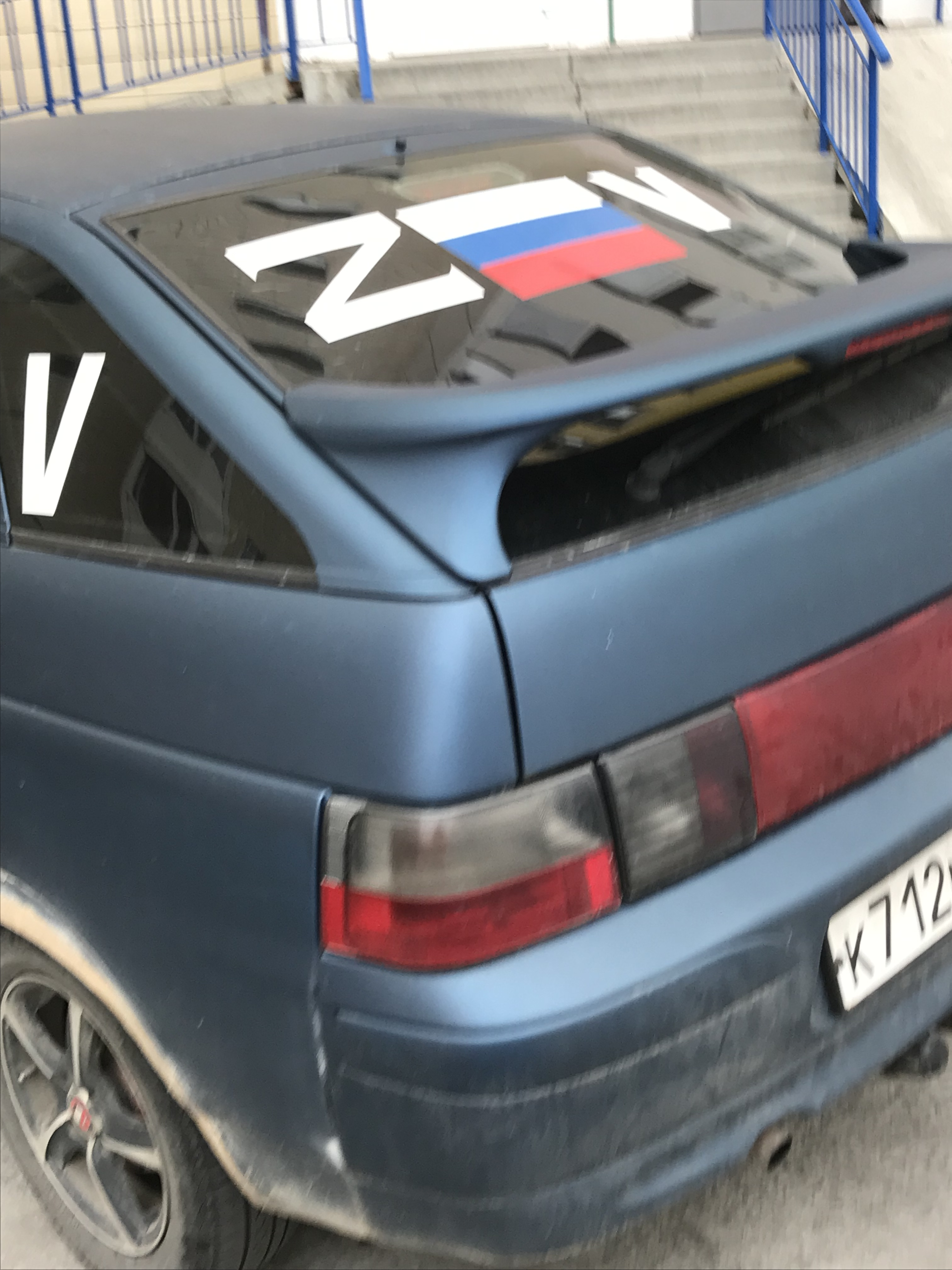
Personbil utsmyckad med ryska flaggan, samt de militära igenkänningsmärkena "Z" och "V".